# Nuda (album Ania)
Nuda, uscito il 30 maggio 2008, è il secondo album di studio della cantautrice italiana Ania.
L'album è stato poi riproposto a seguito della partecipazione a Sanremofestival.59, manifestazione vinta dall'artista, in tiratura limitata, con l'inserimento del CD singolo del brano Buongiorno gente con cui si è imposta.
Nella prima versione acquistabile via web, compariva un'ulteriore bonus track.

## Tracce
1. N.p.f.m.intro - 0:20
2. Nuda - 3:49
3. Nell'aria sei - 3:54
4. Aria e luce - 3:28
5. È tutto qui - 3:48
6. L'attimo - 3:24
7. Non può fare male - 4:17
8. Non ho paura (Save me) - 3:57
9. E l'alba verrà - 3:37
10. Sono qua - 3:43
11. Sarò il mare - 3:39
12. Cambiami il destino  - 4:00
13. Via - 3:58
14. Nuda Unplugged Version (bonus track) - 5:17
15. Ovunque - 4:29 (solo versione web)

## Buongiorno gente
1. Buongiorno gente - 3:21